# Ängarna
Ängarna este o arie protejată (arie specială de conservare — SAC, sit de importanță comunitară — SCI) din Suedia întinsă pe o suprafață de 0,61 ha, integral pe uscat.

## Localizare
Centrul sitului Ängarna este situat la coordonatele 58°50′46″N 12°29′42″E / 58.846°N 12.4951°E.

## Înființare
Situl Ängarna a fost declarat sit de importanță comunitară în iunie 2001 pentru a proteja 1 specie de plante. Situl a fost protejat și ca arie specială de conservare în martie 2011.

## Biodiversitate
Situată în ecoregiunea boreală, aria protejată nu include niciun habitat protejat.
La baza desemnării sitului se află o specie protejată de  plante: Saxifraga osloensis.